# Campeonato Internacional de Tênis de Campinas 2025 - Doppio
Il doppio del torneo di tennis professionistico Campeonato Internacional de Tênis de Campinas 2025, facente parte della categoria Challenger 75 nell'ambito dell'ATP Challenger Tour 2025, si è giocato dal 31 marzo al 6 aprile a Campinas, in Brasile. Tra le coppie partecipanti erano assenti Mateus Alves e Orlando Luz, i detentori del titolo.
In finale Mariano Kestelboim e Gonzalo Villanueva hanno sconfitto Seita Watanabe e Takeru Yuzuki con il punteggio di 6–2, 7–6(5).

## Teste di serie
1. Boris Arias /  Federico Zeballos (semifinale)'
2. Seita Watanabe /  Takeru Yuzuki (finale)'

1. Guillermo Durán /  Cristian Rodríguez (quarti di finale)
2. Mariano Kestelboim /  Gonzalo Villanueva (campioni)

## Wildcard
1. Gustavo Ribeiro de Almeida /  Eduardo Ribeiro (quarti di finale)

1. Gustavo Albieri /  Enzo Camargo Lima (primo turno)

## Alternate
1. Yuki Mochizuki /  Kosuke Ogura (primo turno)

1. Breno Braga /  Victor Remondy Pagotto (primo turno)

## Tabellone

### Legenda
| - Q = Qualificato - WC = Wild card - LL = Lucky loser | - ALT = Alternate - SE = Special Exempt - PR = Protected Ranking | - w/o = Walkover - r = Ritirato - d = Squalificato |

|  | Primo turno | Primo turno                           | Primo turno                           | Primo turno | Primo turno |  |  | Quarti di finale | Quarti di finale               | Quarti di finale               | Quarti di finale          | Quarti di finale          |   |      | Semifinali | Semifinali                            | Semifinali                            | Semifinali                   | Semifinali                   |   |    | Finale | Finale | Finale | Finale | Finale |  |
|  |             |                                       |                                       |             |             |  |  |                  |                                |                                |                           |                           |   |      |            |                                       |                                       |                              |                              |   |    |        |        |        |        |        |  |
|  | 1           | B Arias F Zeballos                    | B Arias F Zeballos                    | 6           | 7           |  |  |                  |                                |                                |                           |                           |   |      |            |                                       |                                       |                              |                              |   |    |        |        |        |        |        |  |
|  |             | L Britto JE Schiessl                  | L Britto JE Schiessl                  | 2           | 5           |  |  | 1                | B Arias F Zeballos             | 6                              | 3                         | [10]                      |   |      |            |                                       |                                       |                              |                              |   |    |        |        |        |        |        |  |
|  |             | M Barreiros Reyes P Nesterov          | 7                                     | 1           | [10]        |  |  |                  | M Barreiros Reyes P Nesterov   | 4                              | 6                         | [6]                       |   |      |            |                                       |                                       |                              |                              |   |    |        |        |        |        |        |  |
|  |             | D Dutra da Silva P Sakamoto           | 65                                    | 6           | [7]         |  |  |                  |                                |                                |                           |                           |   |      | 1          | B Arias F Zeballos                    | B Arias F Zeballos                    | 3                            | 64                           |   |    |        |        |        |        |        |  |
|  | 4           | M Kestelboim G Villanueva             | M Kestelboim G Villanueva             | 6           | 6           |  |  |                  |                                | 4                              | M Kestelboim G Villanueva | M Kestelboim G Villanueva | 6 | 7    |            |                                       |                                       |                              |                              |   |    |        |        |        |        |        |  |
|  | Alt         | B Braga V Remondy Pagotto             | B Braga V Remondy Pagotto             | 1           | 4           |  |  | 4                | M Kestelboim G Villanueva      | 6                              | 4                         | [10]                      |   |      |            |                                       |                                       |                              |                              |   |    |        |        |        |        |        |  |
|  | Alt         | Y Mochizuki K Ogura                   | Y Mochizuki K Ogura                   | 1           | 63          |  |  |                  | I Carou M Soto                 | 4                              | 6                         | [7]                       |   |      |            |                                       |                                       |                              |                              |   |    |        |        |        |        |        |  |
|  |             | I Carou M Soto                        | I Carou M Soto                        | 6           | 7           |  |  |                  |                                |                                |                           |                           |   |      | 4          | Mariano Kestelboim Gonzalo Villanueva | Mariano Kestelboim Gonzalo Villanueva | 6                            | 7                            |   |    |        |        |        |        |        |  |
|  | WC          | G Albieri E Camargo Lima              | G Albieri E Camargo Lima              | 0           | 3           |  |  |                  |                                |                                |                           |                           |   |      |            |                                       | 2                                     | Seita Watanabe Takeru Yuzuki | Seita Watanabe Takeru Yuzuki | 2 | 65 |        |        |        |        |        |  |
|  |             | E Couacaud G Roveri Sidney            | E Couacaud G Roveri Sidney            | 6           | 6           |  |  |                  | E Couacaud G Roveri Sidney     | 3                              | 78                        | [15]                      |   |      |            |                                       |                                       |                              |                              |   |    |        |        |        |        |        |  |
|  |             | V Orlov PA Saraiva dos Santos         | V Orlov PA Saraiva dos Santos         | 63          | 4           |  |  | 3                | G Durán C Rodríguez            | 6                              | 6                         | [13]                      |   |      |            |                                       |                                       |                              |                              |   |    |        |        |        |        |        |  |
|  | 3           | G Durán C Rodríguez                   | G Durán C Rodríguez                   | 7           | 6           |  |  |                  |                                |                                |                           |                           |   |      |            | E Couacaud G Roveri Sidney            | 4                                     | 7                            | [5]                          |   |    |        |        |        |        |        |  |
|  |             | A Huertas del Pino C Huertas del Pino | A Huertas del Pino C Huertas del Pino | 63          | 3           |  |  |                  |                                | 2                              | S Watanabe T Yuzuki       | 6                         | 5 | [10] |            |                                       |                                       |                              |                              |   |    |        |        |        |        |        |  |
|  | WC          | G Ribeiro de Almeida E Ribeiro        | G Ribeiro de Almeida E Ribeiro        | 7           | 6           |  |  | WC               | G Ribeiro de Almeida E Ribeiro | G Ribeiro de Almeida E Ribeiro | 5                         | 0                         |   |      |            |                                       |                                       |                              |                              |   |    |        |        |        |        |        |  |
|  |             | P Boscardin Dias JL Reis da Silva     | P Boscardin Dias JL Reis da Silva     | 4           | 2           |  |  | 2                | S Watanabe T Yuzuki            | S Watanabe T Yuzuki            | 7                         | 6                         |   |      |            |                                       |                                       |                              |                              |   |    |        |        |        |        |        |  |
|  | 2           | S Watanabe T Yuzuki                   | S Watanabe T Yuzuki                   | 6           | 6           |  |  |                  |                                |                                |                           |                           |   |      |            |                                       |                                       |                              |                              |   |    |        |        |        |        |        |  |